# Giriwangi
Giriwangi is een bestuurslaag in het regentschap Tasikmalaya van de provincie West-Java, Indonesië. Giriwangi telt 2922 inwoners (volkstelling 2010).